# Play-offs Nederlands voetbal 1987
In de loop van de jaren '80 kampte de Eredivisie met teruglopende bezoekersaantallen. De KNVB zocht naarstig naar mogelijkheden om de competitie aantrekkelijker te maken en trok een oud idee uit de kast. In 1975 was er al eens een korte nacompetitie gespeeld voor een plaats in de UEFA Cup. Deelnemers waren de vier periodekampioenen van dat seizoen. In 1986 kwam de KNVB met de UEFA tot overeenstemming om die opzet opnieuw tot uitvoering te brengen. De vier periodekampioenen van het seizoen 1986/87 zouden in een dubbele competitie moeten gaan strijden om het tweede en laatste ticket voor de UEFA-Cup voor het seizoen 1987/88. Regerend landskampioen PSV werd op 24 september 1986 dankzij een 3-0 zege op VVV winnaar van de eerste periodetitel. Omdat ook Ajax en Feyenoord een rechtstreeks ticket voor Europees voetbal bemachtigden, plaatsten zich naast FC Utrecht (winnaar van de vierde periode) navolgende drie clubs voor deze nacompetitie: Roda JC, VVV en FC Twente, die respectievelijk vierde, vijfde en zevende waren geëindigd in de Eredivisie. Landskampioen PSV (Europacup I), Ajax (winnaar Europacup II, verliezend bekerfinalist FC Den Haag (eveneens Europacup II) en de nummer drie van de competitie Feyenoord (UEFA Cup) hadden Europees voetbal al veilig gesteld. Winnaar van deze nacompetitie werd FC Utrecht, dat in de reguliere competitie als zesde was geëindigd.
Stand/Uitslagen
| Pos | Team           | Wed | W | G | V | Ptn | DV | DT | +/− | Kwalificatie          |     | UTR | TWE | ROD | VVV |
| --- | -------------- | --- | - | - | - | --- | -- | -- | --- | --------------------- | --- | --- | --- | --- | --- |
| 1   | FC Utrecht (O) | 6   | 3 | 2 | 1 | 8   | 11 | 7  | +4  | Eerste ronde UEFA Cup |     |     | 1–0 | 4–2 | 3–0 |
| 2   | FC Twente      | 6   | 2 | 2 | 2 | 6   | 7  | 6  | +1  |                       |     | 1–1 |     | 1–1 | 1–2 |
| 3   | Roda JC        | 6   | 2 | 2 | 2 | 6   | 10 | 10 | 0   |                       | 2–0 | 1–3 |     | 1–1 |     |
| 4   | VVV            | 6   | 1 | 2 | 3 | 4   | 6  | 11 | −5  |                       | 2–2 | 0–1 | 1–3 |     |     |

Wedstrijden
|                    |               |       |           |                                                                                       |
| 10 juni 1987 19:30 | FC Utrecht    | 1 – 0 | FC Twente | Stadion: Stadion Galgenwaard, Utrecht Toeschouwers: 9.000 Scheidsrechter: Van Swieten |
| 10 juni 1987 19:30 | Willaarts 90' |       |           | Stadion: Stadion Galgenwaard, Utrecht Toeschouwers: 9.000 Scheidsrechter: Van Swieten |
| 10 juni 1987 19:30 |               |       |           | Stadion: Stadion Galgenwaard, Utrecht Toeschouwers: 9.000 Scheidsrechter: Van Swieten |
| 10 juni 1987 19:30 |               |       |           | Stadion: Stadion Galgenwaard, Utrecht Toeschouwers: 9.000 Scheidsrechter: Van Swieten |
|                    |               |       |           |                                                                                       |

|                    |            |       |             |                                                                                                |
| 10 juni 1987 19:30 | Roda JC    | 1 – 1 | VVV         | Stadion: Gemeentelijk Sportpark Kaalheide, Kerkrade Toeschouwers: 8.500 Scheidsrechter: Thomas |
| 10 juni 1987 19:30 | Meijer 60' |       | 20' Lammers | Stadion: Gemeentelijk Sportpark Kaalheide, Kerkrade Toeschouwers: 8.500 Scheidsrechter: Thomas |
| 10 juni 1987 19:30 |            |       |             | Stadion: Gemeentelijk Sportpark Kaalheide, Kerkrade Toeschouwers: 8.500 Scheidsrechter: Thomas |
| 10 juni 1987 19:30 |            |       |             | Stadion: Gemeentelijk Sportpark Kaalheide, Kerkrade Toeschouwers: 8.500 Scheidsrechter: Thomas |
|                    |            |       |             |                                                                                                |

|                    |                          |       |                             |                                                                                   |
| 14 juni 1987 18:00 | VVV                      | 2 – 2 | FC Utrecht                  | Stadion: Stadion De Koel, Venlo Toeschouwers: 8.750 Scheidsrechter: Van Ettekoven |
| 14 juni 1987 18:00 | Libregts 38' Lammers 70' |       | 78' Willaarts 85' De Kruijk | Stadion: Stadion De Koel, Venlo Toeschouwers: 8.750 Scheidsrechter: Van Ettekoven |
| 14 juni 1987 18:00 |                          |       |                             | Stadion: Stadion De Koel, Venlo Toeschouwers: 8.750 Scheidsrechter: Van Ettekoven |
| 14 juni 1987 18:00 |                          |       |                             | Stadion: Stadion De Koel, Venlo Toeschouwers: 8.750 Scheidsrechter: Van Ettekoven |
|                    |                          |       |                             |                                                                                   |

|                    |           |       |                    |                                                                                       |
| 14 juni 1987 18:00 | FC Twente | 1 – 1 | Roda JC            | Stadion: Stadion Het Diekman, Enschede Toeschouwers: 7.150 Scheidsrechter: Jan Keizer |
| 14 juni 1987 18:00 | Paus 82'  |       | 1' (pen.) Blättler | Stadion: Stadion Het Diekman, Enschede Toeschouwers: 7.150 Scheidsrechter: Jan Keizer |
| 14 juni 1987 18:00 |           |       |                    | Stadion: Stadion Het Diekman, Enschede Toeschouwers: 7.150 Scheidsrechter: Jan Keizer |
| 14 juni 1987 18:00 |           |       |                    | Stadion: Stadion Het Diekman, Enschede Toeschouwers: 7.150 Scheidsrechter: Jan Keizer |
|                    |           |       |                    |                                                                                       |

|                    |     |             |           |                                                                            |
| 17 juni 1987 19:30 | VVV | 0 – 1       | FC Twente | Stadion: Stadion De Koel, Venlo Toeschouwers: 9.800 Scheidsrechter: Mulder |
| 17 juni 1987 19:30 |     | 52' Willems |           | Stadion: Stadion De Koel, Venlo Toeschouwers: 9.800 Scheidsrechter: Mulder |
| 17 juni 1987 19:30 |     |             |           | Stadion: Stadion De Koel, Venlo Toeschouwers: 9.800 Scheidsrechter: Mulder |
| 17 juni 1987 19:30 |     |             |           | Stadion: Stadion De Koel, Venlo Toeschouwers: 9.800 Scheidsrechter: Mulder |
|                    |     |             |           |                                                                            |

|                    |                         |       |            | |
| 17 juni 1987 19:30 | Roda JC                 | 2 – 0 | FC Utrecht | Stadion: Gemeentelijk Sportpark Kaalheide, Kerkrade Toeschouwers: 5.500 Scheidsrechter: Van der Laar |
| 17 juni 1987 19:30 | Meijer 10' Broeders 90' |       |            | Stadion: Gemeentelijk Sportpark Kaalheide, Kerkrade Toeschouwers: 5.500 Scheidsrechter: Van der Laar |
| 17 juni 1987 19:30 |                         |       |            | Stadion: Gemeentelijk Sportpark Kaalheide, Kerkrade Toeschouwers: 5.500 Scheidsrechter: Van der Laar |
| 17 juni 1987 19:30 |                         |       |            | Stadion: Gemeentelijk Sportpark Kaalheide, Kerkrade Toeschouwers: 5.500 Scheidsrechter: Van der Laar |
|                    |                         |       |            | |

|                    |             |       |                               |                                                                             |
| 21 juni 1987 18:00 | VVV         | 1 – 3 | Roda JC                       | Stadion: Stadion De Koel, Venlo Toeschouwers: 11.800 Scheidsrechter: Geurds |
| 21 juni 1987 18:00 | Nijssen 83' |       | 38', 89' Meijer 59' R. Smeets | Stadion: Stadion De Koel, Venlo Toeschouwers: 11.800 Scheidsrechter: Geurds |
| 21 juni 1987 18:00 |             |       |                               | Stadion: Stadion De Koel, Venlo Toeschouwers: 11.800 Scheidsrechter: Geurds |
| 21 juni 1987 18:00 |             |       |                               | Stadion: Stadion De Koel, Venlo Toeschouwers: 11.800 Scheidsrechter: Geurds |
|                    |             |       |                               |                                                                             |

|                    |              |       |            |                                                                                    |
| 21 juni 1987 18:00 | FC Twente    | 1 – 1 | FC Utrecht | Stadion: Stadion Het Diekman, Enschede Toeschouwers: 11.500 Scheidsrechter: Thomas |
| 21 juni 1987 18:00 | Lipponen 13' |       | 81' Kruys  | Stadion: Stadion Het Diekman, Enschede Toeschouwers: 11.500 Scheidsrechter: Thomas |
| 21 juni 1987 18:00 |              |       |            | Stadion: Stadion Het Diekman, Enschede Toeschouwers: 11.500 Scheidsrechter: Thomas |
| 21 juni 1987 18:00 |              |       |            | Stadion: Stadion Het Diekman, Enschede Toeschouwers: 11.500 Scheidsrechter: Thomas |
|                    |              |       |            |                                                                                    |

|                    |             |       |                                              | |
| 24 juni 1987 19:30 | Roda JC     | 1 – 3 | FC Twente                                    | Stadion: Gemeentelijk Sportpark Kaalheide, Kerkrade Toeschouwers: 12.500 Scheidsrechter: Van Swieten |
| 24 juni 1987 19:30 | Hanssen 61' |       | 31' Lipponen 56' (e.d.) Trost 87' Neijenhuis | Stadion: Gemeentelijk Sportpark Kaalheide, Kerkrade Toeschouwers: 12.500 Scheidsrechter: Van Swieten |
| 24 juni 1987 19:30 |             |       |                                              | Stadion: Gemeentelijk Sportpark Kaalheide, Kerkrade Toeschouwers: 12.500 Scheidsrechter: Van Swieten |
| 24 juni 1987 19:30 |             |       |                                              | Stadion: Gemeentelijk Sportpark Kaalheide, Kerkrade Toeschouwers: 12.500 Scheidsrechter: Van Swieten |
|                    |             |       |                                              | |

|                    |                         |       |     |                                                                                  |
| 24 juni 1987 19:30 | FC Utrecht              | 3 – 0 | VVV | Stadion: Stadion Galgenwaard, Utrecht Toeschouwers: 9.000 Scheidsrechter: Mulder |
| 24 juni 1987 19:30 | Willaarts 22', 44', 65' |       |     | Stadion: Stadion Galgenwaard, Utrecht Toeschouwers: 9.000 Scheidsrechter: Mulder |
| 24 juni 1987 19:30 |                         |       |     | Stadion: Stadion Galgenwaard, Utrecht Toeschouwers: 9.000 Scheidsrechter: Mulder |
| 24 juni 1987 19:30 |                         |       |     | Stadion: Stadion Galgenwaard, Utrecht Toeschouwers: 9.000 Scheidsrechter: Mulder |
|                    |                         |       |     |                                                                                  |

|                    |                                   |       |                            |                                                                                   |
| 28 juni 1987 18:00 | FC Utrecht                        | 4 – 2 | Roda JC                    | Stadion: Stadion Galgenwaard, Utrecht Toeschouwers: 18.000 Scheidsrechter: Thomas |
| 28 juni 1987 18:00 | Willaarts 7', 19', 58' Fraser 65' |       | 14' Blättler 21' R. Smeets | Stadion: Stadion Galgenwaard, Utrecht Toeschouwers: 18.000 Scheidsrechter: Thomas |
| 28 juni 1987 18:00 |                                   |       |                            | Stadion: Stadion Galgenwaard, Utrecht Toeschouwers: 18.000 Scheidsrechter: Thomas |
| 28 juni 1987 18:00 |                                   |       |                            | Stadion: Stadion Galgenwaard, Utrecht Toeschouwers: 18.000 Scheidsrechter: Thomas |
|                    |                                   |       |                            |                                                                                   |

|                    |               |       |                  |                                                                                          |
| 28 juni 1987 18:00 | FC Twente     | 1 – 2 | VVV              | Stadion: Stadion Het Diekman, Enschede Toeschouwers: 16.600 Scheidsrechter: Blankenstein |
| 28 juni 1987 18:00 | Groeleken 61' |       | 49', 75' Lammers | Stadion: Stadion Het Diekman, Enschede Toeschouwers: 16.600 Scheidsrechter: Blankenstein |
| 28 juni 1987 18:00 |               |       |                  | Stadion: Stadion Het Diekman, Enschede Toeschouwers: 16.600 Scheidsrechter: Blankenstein |
| 28 juni 1987 18:00 |               |       |                  | Stadion: Stadion Het Diekman, Enschede Toeschouwers: 16.600 Scheidsrechter: Blankenstein |
|                    |               |       |                  |                                                                                          |

Eredivisie

1960 · 1975 · 1987 · 1988
Eerste divisie

1973 · 1974 · 1975 · 1976 · 1977 · 1978 · 1979 · 1980 · 1981 · 1982 · 1983 · 1984 · 1985 · 1986 · 1987 · 1988 · 1989 · 1990 · 1991 · 1992 · 1993 · 1994 · 1995 · 1996 · 1997 · 1998 · 1999 · 2000 · 2001 · 2002 · 2003 · 2004 · 2005

Vanaf 2006 staan alle competities op 1 pagina.

2006 · 2007 · 2008 · 2009 · 2010 · 2011 · 2012 · 2013 · 2014 · 2015 · 2016 · 2017 · 2018 · 2019 · 2020 · 2021 · 2022 · 2023 · 2024